# 30347 Pattyhunt
30347 Pattyhunt este un asteroid din centura principală de asteroizi.

## Descriere
30347 Pattyhunt este un asteroid din centura principală de asteroizi. A fost descoperit pe 7 mai 2000 la Socorro, New Mexico, în cadrul proiectului LINEAR. Asteroidul prezintă o orbită caracterizată de o semiaxă mare de 2,30 ua, o excentricitate de 0,10 și o înclinație de 5,5° în raport cu ecliptica.